# ایوان مارکوویچ (بازیکن فوتبال، زاده ۱۹۹۴)
ایوان مارکوویچ (سیریلیک صربی: Иван Марковић؛ زادهٔ ۲۰ ژوئن ۱۹۹۴) بازیکن فوتبال اهل صربستان است.
از باشگاه‌هایی که در آن بازی کرده‌است می‌توان به باشگاه فوتبال زسکا صوفیه، باشگاه فوتبال جیونگنام، باشگاه فوتبال اسکیلستونا، باشگاه فوتبال رابوتنیچکی و باشگاه فوتبال ذوب‌آهن اصفهان اشاره کرد.